# José Luis Parada
Nombre artístico del torero José Luis Rodríguez Parada. Nacido en Sanlúcar de Barrameda un 19 de febrero de 1949. 
Debutó en público el 17 de septiembre de 1965 en Morón de la Frontera. Su debut con picadores fue un 9 de febrero de 1967, en Rota (Cádiz), con Rafael Torres y Alonso Morillo y ganado del marqués de Villamarta. Se encerró con seis novillos de Salvador Guardiola en su debut en la Maestranza. Tomó la alternativa en El Puerto de Santa María el 31 de agosto de 1968, de manos de «Limeño», con Ruiz Miguel de testigo, con el toro «Holgazán» del Marqués de Domecq. Falló con la espada en el de la ceremonia, pero le cortó los dos apéndices al cuarto, correspondiente al herido Limeño, y también los dos y el rabo al correspondiente que cerró plaza. La confirmó en Madrid el 8 de mayo de 1970, apadrinado por Miguelín, testigo Manolo Cortés, con el toro «Venenoso», de Bohórquez. 
En 1992 fue detenido por la Guardia Civil a raíz de la Operación Pitón, en relación con una red de narcotráfico.
Actualmente, reside en la localidad onubense de Higuera de la Sierra donde colabora con el pueblo en la organización de festejos benéficos a beneficio de la higuereña Cabalgata de Reyes Magos.
Torero con temple, elegancia, técnica, pureza y clásico.